# Péter Szilvási
Péter Szilvási (Nyíregyháza, 20 luglio 1994) è un ex calciatore ungherese, di ruolo difensore.

## Carriera

### Club
Cresciuto nelle giovanili del Budapest Honvéd, il 17 luglio 2012 viene acquistato dal Greuther Fürth. Dopo aver giocato una stagione con le giovanili, dal 2013 gioca stabilmente nella seconda squadra. Nell'estate 2015 viene acquistato dal Debreceni VSC, squadra della massima serie ungherese. Non riesce, però, a trovare spazio. Il 22 gennaio 2016 viene annunciata la sua cessione in prestito al Mezõkövesd-Zsóry, squadra della seconda serie ungherese. Al termine della stagione rientra al Debreceni VSC.

### Nazionale
Gioca dal 2010 al 2011 con la Nazionale Under-17. Nel 2011 gioca con l'Under-18. Il 13 marzo 2012 debutta in Under-19, giocando da titolare l'amichevole Macedonia-Ungheria. Il 10 ottobre 2014 debutta con la Nazionale Under-21, giocando da titolare l'amichevole Ungheria-Russia.